# Stephania herbacea
Stephania herbacea är en tvåhjärtbladig växtart som beskrevs av François Gagnepain. Stephania herbacea ingår i släktet Stephania och familjen Menispermaceae. Inga underarter finns listade i Catalogue of Life.